# W. Morgan Sheppard
William Morgan Sheppard (London, 1932. augusztus 24. – Los Angeles, Kalifornia, USA, 2019. január 6.) brit színész.

## Fontosabb filmjei

### Mozifilmek
- Strongroom (1962)
- Párbajhősök (The Duellists) (1977)
- A gyilkos héja (Hawk the Slayer) (1980)... Ranulf
- Tengeri farkasok (The Sea Wolves) (1980)
- Az elefántember (The Elephant Man) (1980)
- Az erőd (The Keep) (1983)
- Elvira, a sötét hercegnő (Elvira, Mistress of the Dark) (1988)
- Veszett a világ (Wild at Heart) (1990)
- Star Trek: A nem ismert tartomány (Star Trek VI: The Undiscovered Country) (1991)
- Hasznos holmik (Needful Things) (1993)
- Gettysburg (1993)
- Kárhozottak (Sometimes they come back...again) (1996)
- The Hungry Bachelors Club (1999)
- Florida City (2003)
- Istenek és katonák (Gods and Generals) (2003)
- A tökéletes trükk (The Prestige) (2006)
- Transformers (2007)
- Csak a testeden át! (Over Her Dead Body) (2008)

### Tv-filmek
- A sógun (Shogun) (1980)
- Wenceslas, a jó király (Good King Wenceslas) (1994)

### Tv-sorozatok
- Új Scotland Yard (New Scotland Yard) (1974, egy epizódban)
- Az Onedin család (The Onedin Line) (1977, 1979, két epizódban)
- Max Headroom (1987–1988, hét epizódban)
- MacGyver (1989, két epizódban)
- SeaQuest – A mélység birodalma (Seaquest DSV) (1993–1994, nyolc epizódban)
- Biker Mice from Mars (1993–1996, 65 epizódban)
- Star Trek Voyager S5E14 (1999.02.10) epizód címe: Bliss. Karakter: Qatai
- Gyilkos elmék (Criminal Minds) (2007, egy epizódban)
- Mad Men – Reklámőrültek (Mad Men) (2010, egy epizódban)
- Ki vagy, doki? (Doctor Who) (2011, egy epizódban)